# Вім Андерісен
Віллем «Вім» Герардус Андерісен старший (нід. Willem Gerardus Anderiesen sr.; 17 листопада 1903, Амстердам — 18 липня 1944, там само) — нідерландський футболіст, що грав на позиції півзахисника, зокрема, за клуб «Аякс», а також національну збірну Нідерландів. Батько футболіста «Аякса» Віма-молодшого.
П'ятиразовий чемпіон Нідерландів.

## Клубна кар'єра
У футболі дебютував 1922 року виступами за команду «Гоой», в якій провів три сезони.
1925 року перейшов до клубу «Аякс», за який відіграв 15 сезонів. 4 жовтня 1925 року провів свій перший матч за «Аякс» проти «Фейєнорда». 26 травня 1940 року провів останню гру проти «Гарлем». За цей час п'ять разів виборював титул чемпіона Нідерландів. Завершив професійну кар'єру футболіста виступами за команду «Аякс» у 1940 році.

## Виступи за збірну
1926 року дебютував в офіційних матчах у складі національної збірної Нідерландів. Протягом кар'єри у національній команді, яка тривала 14 років, провів у її формі 46 матчів.
У складі збірної був учасником двох чемпіонатів світу. У 1934 році в Італії Нідерланди програли в стартовому матчі швейцарцям (2-3), а в 1938 році у Франції програли Чехословаччині (0-3).
У п'ятницю, 14 липня 1944 року Андерісен був госпіталізований з пневмонією в Західну лікарню Амстердама. Через чотири дні 18 липня він помер у віці 40 років. Похований на цвинтарі Де Ньїве Остер.

## Титули і досягнення
- Чемпіон Нідерландів (5):

«Аякс»: 1930–1931, 1931–1932, 1933–1934, 1936–1937, 1938–1939